# هاریسون دا سیلوا نری
هاریسون دا سیلوا نری (به پرتغالی: Harison da Silva Nery) هافبک اهل برزیل است که در شهر بلم و در تاریخ ۲ ژانویهٔ ۱۹۸۰ به دنیا آمده‌است.
هاریسون دا سیلوا نری در تیم‌های فوتبال سانتاکروز، باشگاه فوتبال اوراوا رد دایموندز، ویسل کوبه، گامبا اوساکا، Guarani، Ponte Preta، União Leiria، Goiás سابقهٔ حضور دارد.